# Three Imaginary Boys
Three Imaginary Boys — дебютный студийный альбом английской рок-группы The Cure, выпущенный 8 мая 1979 года на лейбле Fiction Records. Позднее, в феврале 1980 года, он был выпущен в США, Канаде и Австралии с другим набором композиций в виде сборника под названием Boys Don’t Cry.

## Предыстория
Роберт Смит, Лол Толхерст и Майкл Демпси познакомились в средней школе Нотр-Дам, в английском городе Кроли. Они сошлись в музыкальном вкусе; каждый из них интересовался творчеством Дэвида Боуи, Алекса Харви и Джимми Хендрикса. В 1976 году друзья основали группу The Easy Cure, где Роберт Смит был ритм-гитаристом, Лол Толхерст — барабанщиком, а Майкл Демпси — бас-гитаристом. В качестве соло-гитариста к группе также присоединился Порл Томпсон, который уже был достаточно известен в Кроли. После нескольких неудачных попыток найти достойного кандидата на роль вокалиста Смит в сентябре 1977 года сам стал фронтменом.

## История создания
Песня «Foxy Lady» записана с вокалом Майкла Дэмпси и была лишь пробой, не предназначенной для выпуска в альбоме, поэтому её нет в американской версии релиза. Смит настаивал: «Включение в альбом песен „Object“, „World War“ а также „Foxy Lady“ были его [Криса Перри] выбором, я даже думать о них не мог, настолько я их ненавижу». Фирма звукозаписи не только решала, какие песни войдут в альбом. Обложка также была выбрана без какого-либо согласия Роберта. Этапы выпуска всех последующих работ The Cure Смит контролировал лично. Песни из альбома группа исполняла «на бис», когда основной сет-лист уже отыгран.
Во время 4Tour в 2007—2008 году «на бис» из альбома исполнялись песни «Three Imaginary Boys», «Fire in Cairo», «Boys Don’t Cry», «Jumping Someone Else’s Train», «Grinding Halt», «10.15 Saturday Night» и «Killing an Arab» (под названием «Killing Another»).
«Subway Song» в последний раз была исполнена в 1996 году во время Swing Tour.
«Foxy Lady» в последний раз была исполнена в 1992 году во время Wish Tour.
«It’s Not You» в последний раз была исполнена в 1993 году.

## Содержание
Помню, как подумал: вот оно! Это можно было только полюбить или возненавидеть. Тем летом страна разделилась на два лагеря. Надо было делать выбор: либо остаёшься за бортом, либо принимаешь новое движение.
Будучи ритм-гитаристом группы, Роберт Смит начал первым в группе писать песни. По его мнению, сочинительство родилось не сколько из-за желания, сколько из необходимости творить. Толхерст заявлял: «Мы об этом говорили с Демпси: многие собирают группы, подражая кумирам, которые им нравятся и которыми они восхищаются, а мы шли с другого конца. Мы отбрасывали всё, что нам не нравилось, а что оставалось, то и играли».
На музыкальную составляющую Three Imaginary Boys повлиял расцвет панк-рока в 1977 году. Смит считал концепцию панков безупречной: «Чтобы играть, не нужно быть идеальным вокалистом или виртуозным музыкантом — хотя при взгляде на прог-рокеров создавалось именно такое впечатление». На внешний вид The Cure повлияла группа The Clash, в частности песня «White Riot». Мировоззрение группы изменилось после появления нового музыкального стиля «постпанк»; группы Gang of Four, Talking Heads, Joy Division и Wire предлагали художественный подход к панк-музыке, что интересовало молодых музыкантов.

## Приём
Несмотря на недовольство Смита альбомом, Three Imaginary Boys был в целом хорошо принят критиками во время его выпуска. Дэйв Маккалоу из Sounds поставил альбому пять звезд, прокомментировав «рецепт успеха»: «Возьмите трёх умных, симпатичных ребят из среднего класса, которые любят оригинальную, стильную музыку и не прочь довериться рукам грамотного и весьма успешного четвертого [участника]». Журналист похвалил кавер на «Foxy Lady», а обложку альбома посчитал «остроумной метафорой».

## Планы на 50-ю годовщину
14 октября 2024 года Роберт Смит объявил о планах уйти на пенсию в 2029 году после 50-й годовщины Three Imaginary Boys. «В 2029 году мне исполнится 70, и это 50-я годовщина первого альбома Cure [Three Imaginary Boys]. Если я доживу до этого, то всё. В оставшееся время я хотел бы включить концерты в общий план того, что мы собираемся делать. Мне это нравилось; последние 10 лет выступлений были лучшими 10 годами в группе. Это затмевает все остальные 30 с лишним лет! Это было здорово».

## Список композиций

### Оригинальное издание 1979 года
Все тексты написаны Робертом Смитом, вся музыка написана Смитом, Майклом Дэмпси и Лоуренсом Толхерстом, кроме отмеченных.
| №  | Название                                                                      | Длительность |
| -- | ----------------------------------------------------------------------------- | ------------ |
| 1. | «10.15 Saturday Night» (записана на оборотной стороне обложки как "10.15...") | 3:40         |
| 2. | «Accuracy»                                                                    | 2:16         |
| 3. | «Grinding Halt»                                                               | 2:48         |
| 4. | «Another Day»                                                                 | 3:41         |
| 5. | «Object»                                                                      | 2:59         |
| 6. | «Subway Song»                                                                 | 1:56         |

| №                   | Название                                                           | Автор(ы)            | Длительность |
| ------------------- | ------------------------------------------------------------------ | ------------------- | ------------ |
| 1.                  | «Foxy Lady»                                                        | Джими Хендрикс      | 2:26         |
| 2.                  | «Meathook»                                                         |                     | 2:16         |
| 3.                  | «So What»                                                          |                     | 2:33         |
| 4.                  | «Fire in Cairo»                                                    |                     | 3:19         |
| 5.                  | «It’s Not You»                                                     |                     | 2:49         |
| 6.                  | «Three Imaginary Boys»                                             |                     | 3:13         |
| 7.                  | «Untitled» (также известная как «The Weedy Burton», скрытая песня) |                     | 0:50         |
| Общая длительность: | Общая длительность:                                                | Общая длительность: | 34:46        |

### Переиздание 2004 года
Альбом был переиздан 29 ноября 2004 года в Великобритании (7 декабря в США) и включал в себя второй диск с ранее не выпускавшимся материалом, раритетами и записями группы времён Easy Cure с Порлом Томпсоном в составе. Существует также однодисковое издание, выпущенное 5 сентября 2005 года в Великобритании и 28 марта 2006 года в США, включающее в себя только оригинальный альбом.
Самый первый сингл группы «Killing an Arab» не был включён в переиздание из-за своей скандальной известности и провокационного названия.

#### Первый диск
Список композиций
Оригинальный альбом с песней «The Weedy Burton», отмеченной как тринадцатая дорожка.

#### Второй диск
Список композиций
Включает в себя раритетные записи из домашней коллекции Роберта Смита, а также синглы поры 1977—1979, кроме «Killing an Arab»
| №   | Название                                           | Описание                                                                                            | Длительность |
| --- | -------------------------------------------------- | --------------------------------------------------------------------------------------------------- | ------------ |
| 1.  | «I Want to Be Old»                                 | демозапись, ранее не выпускавшаяся песня, SAV studio demo, октябрь 1977 года                        | 2:36         |
| 2.  | «I’m Cold»                                         | демозапись, SAV studio demo, ноябрь 1977 года                                                       | 3:21         |
| 3.  | «Heroin Face»                                      | запись с концерта в The Rocket, Кроли, декабрь 1977 года, ранее была доступна на сборнике Curiosity | 2:40         |
| 4.  | «I Just Need Myself»                               | демозапись, ранее не выпускавшаяся песня, PSL studio demo, январь 1978 года                         | 2:14         |
| 5.  | «10:15 Saturday Night»                             | демозапись, Robert Smith home demo, февраль 1978 года                                               | 4:36         |
| 6.  | «The Cocktail Party»                               | демозапись, ранее не выпускавшаяся песня, group home demo, март 1978 года                           | 4:17         |
| 7.  | «Grinding Halt»                                    | демозапись, group home demo, апрель 1978 года                                                       | 3:31         |
| 8.  | «Boys Don’t Cry»                                   | демозапись, Chestnut studio demo, май 1978 года, ранее была доступна на сборнике Curiosity          | 2:45         |
| 9.  | «It’s Not You»                                     | демозапись, Chestnut studio demo, май 1978 года                                                     | 3:16         |
| 10. | «10:15 Saturday Night»                             | демозапись, Chestnut studio demo, май 1978 года                                                     | 3:41         |
| 11. | «Fire in Cairo»                                    | демозапись, Chestnut studio demo, май 1978 года                                                     | 3:42         |
| 12. | «Winter»                                           | не вошедшая в альбом песня, Three Imaginary Boys studio outtake, октябрь 1978 года                  | 3:46         |
| 13. | «Faded Smiles» (также известна как «I Don’t Know») | не вошедшая в альбом песня, Three Imaginary Boys studio outtake, октябрь 1978 года                  | 2:16         |
| 14. | «Play with Me»                                     | не вошедшая в альбом песня, Three Imaginary Boys studio outtake, октябрь 1978 года                  | 3:30         |
| 15. | «World War»                                        | не вошедшая в альбом песня, ранее была доступна в первых тиражах Boys Don’t Cry                     | 2:38         |
| 16. | «Boys Don’t Cry»                                   | сингл с Boys Don’t Cry                                                                              | 2:37         |
| 17. | «Jumping Someone Else’s Train»                     | сингл с Boys Don’t Cry                                                                              | 2:59         |
| 18. | «Subway Song»                                      | запись с концерта в Ноттингеме, октябрь 1979 года, ранее была доступна на сборнике Curiosity        | 2:27         |
| 19. | «Accuracy»                                         | запись с концерта в Ноттингеме, октябрь 1979 года                                                   | 2:36         |
| 20. | «10:15 Saturday Night»                             | запись с концерта в Ноттингеме, октябрь 1979 года                                                   | 4:38         |

## Участники записи
Список составлен по сведениям базы данных Discogs.

| The Cure: - Роберт Смит — гитара, вокал, губная гармоника в песне «Subway Song»; - Майкл Дэмпси — бас-гитара, бэк-вокал, вокал в песне «Foxy Lady»; - Лоуренс Толхерст — ударные. - Порл Томпсон — гитара (в демозаписях дополнительного диска ремастированного издания 2004 года). | Технический персонал: - Крис Пэрри — продюсер; - Майк Хеджес — звукоинженер; - Майкл Джей Даттон — ассистент звукоинженера; - Мартин Годдард — фотограф; - Конни Джуд — иллюстрации; - Дэвид Драгон — иллюстрации; - Билл Смит — фотограф, дизайн. |

## Позиции в хит-парадах и уровни продаж
| Год  | Хит-парад                        | Высшая позиция | Пребывание |
| ---- | -------------------------------- | -------------- | ---------- |
| 1979 | Великобритания (UK Albums Chart) | 44             | 3 недели   |
|      |                                  |                |            |
| 1980 | Новая Зеландия (RMNZ)            | 37             | 2 недели   |
|      |                                  |                |            |
| 2004 | Франция (SNEP)                   | 140            | 1 неделя   |

| Регион                                                                      | Сертификация | Продажи |
| --------------------------------------------------------------------------- | ------------ | ------- |
| Австралия                                                                   | —            | 30 000  |
| Великобритания (BPI) · 2005 release                                         | Серебряный   | 60 000  |
| Данные о продажах + прослушиваниях приведены только на основе сертификации. |              |         |

## Комментарии
1. ↑  Маккалоу назвал роуди группы, Перри Бэмоунта четвёртым участником The Cure, что разозлило Смита[37].